# Pacificosoma yaldwini
Pacificosoma yaldwini är en mångfotingart som beskrevs av Christoph D. Schubart 1963. Pacificosoma yaldwini ingår i släktet Pacificosoma och familjen Dalodesmidae. Inga underarter finns listade i Catalogue of Life.